# Woman Draped in Patterned Handkerchiefs
Woman Draped in Patterned Handkerchiefs er en britisk stumfilm fra 1908 af George Albert Smith.